# 楠克拉尔
楠克拉尔（法語：Nanclars，法語發音：[nɑ̃klaʁ]）是法国夏朗德省的一个市镇，属于昂古莱姆区。

## 地理
楠克拉尔（45°50'40"N, 0°13'11"E）面积5.73 平方千米，位于法国新阿基坦大区夏朗德省，该省份为法国西部内陆省份，北起德塞夫勒省和维埃纳省，东临上维埃纳省，东南至多尔多涅省，南至多爾多涅省，西接滨海夏朗德省。
与楠克拉尔接壤的市镇（或旧市镇、城区）包括：欧萨克-瓦达勒、曼恩德布瓦克斯、皮雷欧、博尼约尔河畔圣西耶、瓦勒德博尼约尔。

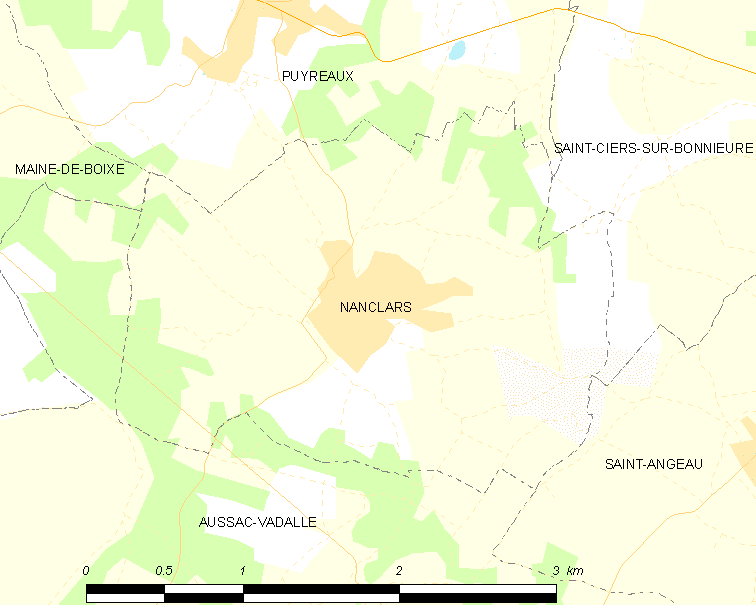
楠克拉尔的OSM定位图

楠克拉尔的时区为UTC+01:00、UTC+02:00（夏令时）。

## 行政
楠克拉尔的邮政编码为16230，INSEE市镇编码为16241。

## 政治
楠克拉尔所属的省级选区为布瓦克斯-芒卢瓦县。

## 人口

1962-2008年间楠克拉尔人口变化图示

楠克拉尔于2022年1月1日时的人口数量为210人。